# Prowincja Imperia
Prowincja Imperia (wł. Provincia di Imperia) – prowincja we Włoszech. 
Nadrzędną jednostką podziału administracyjnego jest region (tu: Liguria), a podrzędną jest gmina.
Liczba gmin w prowincji: 67. 